# Cameleon
Cameleon (Live-Broadcaster) ist eine Streaming-Software für Echtzeitvideos, eine iOS-App und eine Plattform zugleich, mit der Nutzer Live-Video-Inhalte auf mehreren sozialen Netzwerken wie Facebook oder YouTube streamen können. Dabei kann eine übliche USB-Kamera, eine Webcam, eine GoPro, eine Überwachungskamera, eine Netzwerkkamera und ein Computer verwendet werden. Die Dienste sind öffentlich verfügbar und die Software ist entweder kostenlos oder per Spenden finanziert. Damit ist sie eine Alternative zu Diensten wie Periscope, Facebook Live, YouTube Live, Livestream usw. Unterstützte Plattformen sind unter anderem YouTube Live, Facebook Live, Tumblr, RTSP, RTMP, Wowza Streaming Engine, Adobe Flash Media Server sowie zahlreiche andere Medienserver.

## Desktop-Software
Cameleon für Mac (macOS) ist die Live-Streaming-Software des Unternehmens, die zurzeit für Windows und iOS zur Verfügung steht. Die Software unterstützt sowohl übliche Kameras als auch WLAN-Kameras, HD-Live-Streams und bis zu sechs Kameras gleichzeitig.

## Cloud-Service
Cameleons alte Cloud-Plattform ist seit 2014 Geschichte und nur für damalige Nutzer verfügbar.